# Josep Maria Massip i Izabal
Josep Maria Massip i Izabal (Sitges, Garraf, 18 de novembre de 1904 - Washington DC, 9 de maig de 1973) fou un periodista i polític català, diputat a les Corts Espanyoles durant la Segona República.

## Biografia
Es llicencià en Filosofia i Lletres i durant la dècada dels anys 1920-1930, fou fundador de l'Ateneu el Centaure de Sitges juntament amb el seu cosí Ramon Planes i Izabal i Pere Curtiada i Ferrer i fou director de les publicacions La Rambla, La Humanitat, Última Hora i La Nau, així com corresponsal d'El Sol a Barcelona. El 1931 s'afilià a Esquerra Republicana de Catalunya partit amb el qual fou elegit regidor i tinent d'alcalde de l'Ajuntament de Barcelona el 1934. Fou l'autor del discurs que va llegir Lluís Companys el sis d'octubre. A les eleccions generals espanyoles de 1936 fou elegit diputat per Barcelona ciutat dins del Front d'Esquerres. Acompanyà al grup parlamentari del Partit Nacionalista Basc quan lliurà el text de l'Estatut d'autonomia del País Basc de 1936.
El 1937 es va exiliar a París, i després marxà a Manila (Filipines), on fou corresponsal de guerra durant la Segona Guerra Mundial i fou capturat pels ocupants japonesos. El 1946 ajudà el president filipí, Carlos Rómulo a preparar davant les Nacions Unides la Carta de Río, que reconeix els drets de totes les nacions a tenir el seu propi sistema polític. Tanmateix, retornà poc després a Madrid i acceptà el règim franquista, tot treballant fins a 1971 com a corresponsal especialitzat en política internacional dels diari ABC, Diari de Barcelona i Destino a Londres, París i Nova York, i el 1950 s'establí a Washington com a conseller de l'ambaixada espanyola.

## Obres
- La travessia de l'Atlàntic (1929)
- República, Sr. Cambó (1931)
- Los Estados Unidos y su presidente (1952)
- Las raíces (1953)

## Fons personal
El seu fons personal es conserva a l'Arxiu Nacional de Catalunya. El fons està integrat per obra publicada, correspondència i documentació relacionada amb el President de la Generalitat a l'exili, Josep Tarradellas i els contactes mantinguts amb José María de Areilza y Martínez de Rodas.